# イキガミステイエス
『イキガミステイエス』（イキガミステイエス 魂は命を尽くさず、神は生を尽くさず。）は、沖永融明による日本のライトノベル。イラストはKEIが担当している。富士見ミステリー文庫（富士見書房）より2008年4月に刊行された。第6回富士見ヤングミステリー大賞の奨励賞受賞作品。

## ストーリー
お互いの存在を除けば天涯孤独の青年・大吾と、妹・一樹。一樹は白血病を抱えていた。一樹にはその病名を隠し続けている大吾の前に異界からの使者を名乗る“生神”が終わりを告げにやってきた。モノクロームの世界から来たというそいつは大吾が今晩、脳溢血で死ぬのだという。“生神”は契約を持ちかけ、大吾の死までに残された時間を延長する。最期に、大吾にとって大事な一樹への絵本を、一樹が誕生日に望んだ絵本を書き終えるために。こうして死の執行猶予期間（ステイエス）が始まった。

## 既刊一覧
- 沖永融明（著） / KEI（イラスト） 『イキガミステイエス』 富士見書房〈富士見ミステリー文庫〉、2008年4月19日発売、ISBN 978-4-8291-6399-3